# Festival international du film de Hanoï
À ne pas confondre avec le Festival du film vietnamien.
Le Festival international du film de Hanoï (vietnamien : Liên hoan phim quốc tế Hà Nội ; anglais : Hanoi International Film Festival, en abrégé HANIFF) est un festival de cinéma qui se tient tous les deux ans à Hanoï, au Viêt Nam, vers les mois d'octobre ou de novembre. Fondé en 2010 sous le nom de Festival international du film du Viêt Nam, c'est le premier festival international du film au Vietnam, qui présente au public de nouveaux films de tous genres, y compris des longs métrages, des courts métrages, des documentaires, des films d'animation. Depuis 2016, il a élargi sa sélection à tous les cinémas des pays et régions du monde, au lieu de se limiter aux films de la région Asie-Pacifique comme auparavant.
Le festival est organisé conjointement par le Département du cinéma du Vietnam du ministère de la Culture, des Sports et du Tourisme et le Département de la culture et des sports du Comité populaire de Hanoi. Mme Ngô Phương Lan, directrice en exercice du Département du cinéma du Viêt Nam, est la directrice du festival depuis sa création.